# Ferrari 625LM
 (avril 2021).
Si vous disposez d'ouvrages ou d'articles de référence ou si vous connaissez des sites web de qualité traitant du thème abordé ici, merci de compléter l'article en donnant les références utiles à sa vérifiabilité et en les liant à la section « Notes et références ».

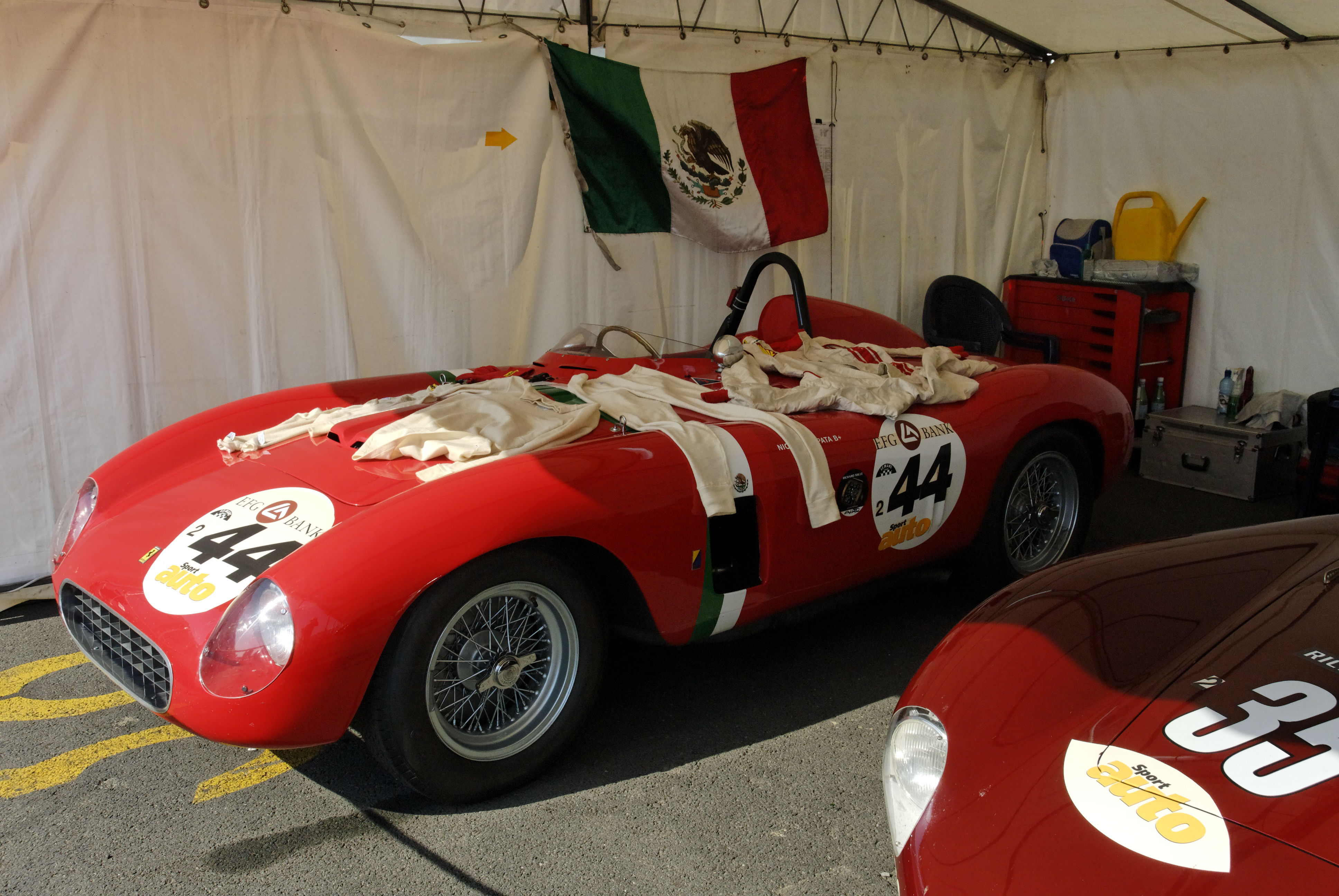

La Ferrari 625LM est une voiture de course spécialement construite par Ferrari en 1956 pour la course des 24 Heures Du Mans. Elle est alors construite à 4 exemplaires.

## Spécificités techniques
Cette voiture est équipée d'un moteur essence de 2,498 litres car à la suite du tragique accident de l'année précédente (1955 ) qui avait causé la mort de 82 personnes ainsi qu'une centaine de blessés, les véhicules engagés en catégorie prototype étaient limités une cylindrée de 2500 {\displaystyle cm^{3}}.Poussé a 6200 tours par minute ce moteur a une puissance de 220 chevaux pour un poids à sec de 730 kg.

### Moteur
Équipé d'un moteur 2.5litre double arbre à cames en tête, il est également monté sur les Ferrari 500TR et 500TRC

## Palmarès
Malgré les trois Ferrari 625 Le Mans présentées en 1956, seulement une finit la course. Elle finit sur la troisième place du podium avec a son volant Olivier Gendebien pour une première participation chez Ferrari et l'ex pilote de Formule 1 Maurice Trintignant.
| Équipage                              | Résultat          | Numéro | Numéro de châssis |
| Olivier Gendebien Maurice Trintignant | 3 éme             | 12     | 0644              |
| Phil HILL André Simon                 | Abandon 10e heure | 10     | 0632              |
| Alfonso de Portago Duncan Hamilton    | Abandon 1re heure | 11     | 0642              |

Malgré ces résultats, Ferrari la remplace dès l'année suivante par la Ferrari 335S et elle ne concourra plus jamais dans une course sous les couleurs de la Scuderia Ferrari. Elle a toutefois été souvent engagée entre 1956 et 1959 aux États-Unis, avec de jolies performances.

## Traçabilité des modèles
| numéro de châssis | Premier propriétaire | encore existante | engagement                                                | particularité                           |
| ----------------- | -------------------- | ---------------- | --------------------------------------------------------- | --------------------------------------- |
| 0642MDTR          | Lucky Casner         | Oui              | 24 heures du mans SCCA mille miglia pebble beach concours | Vendu a bill jacobs en 2005 pour 1,6 M€ |
| 0612MDTR          | Ed Lunken            | Oui              | SCCA 1956                                                 |                                         |